# 広済寺 (尼崎市)

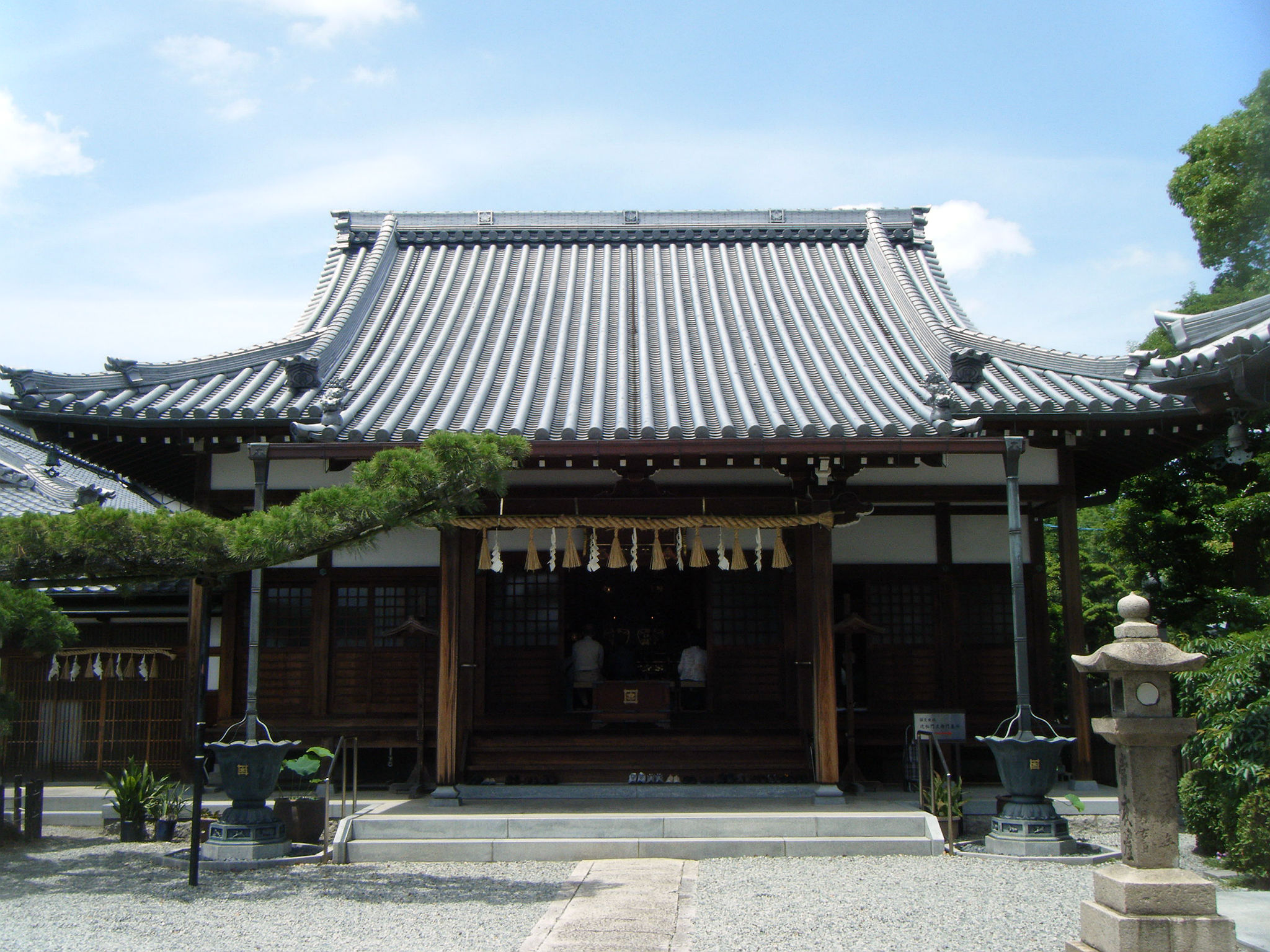
本堂

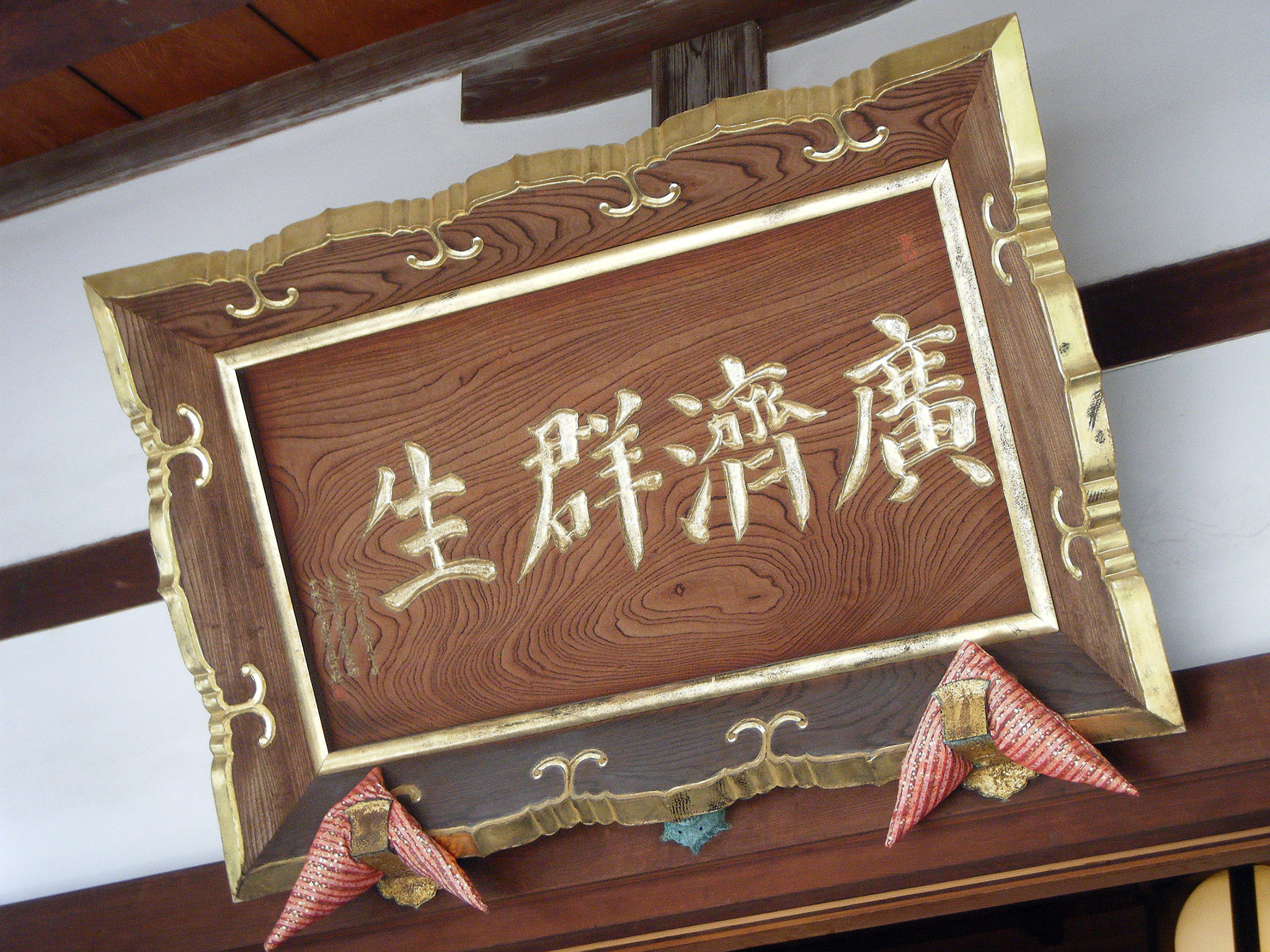
本堂・扁額

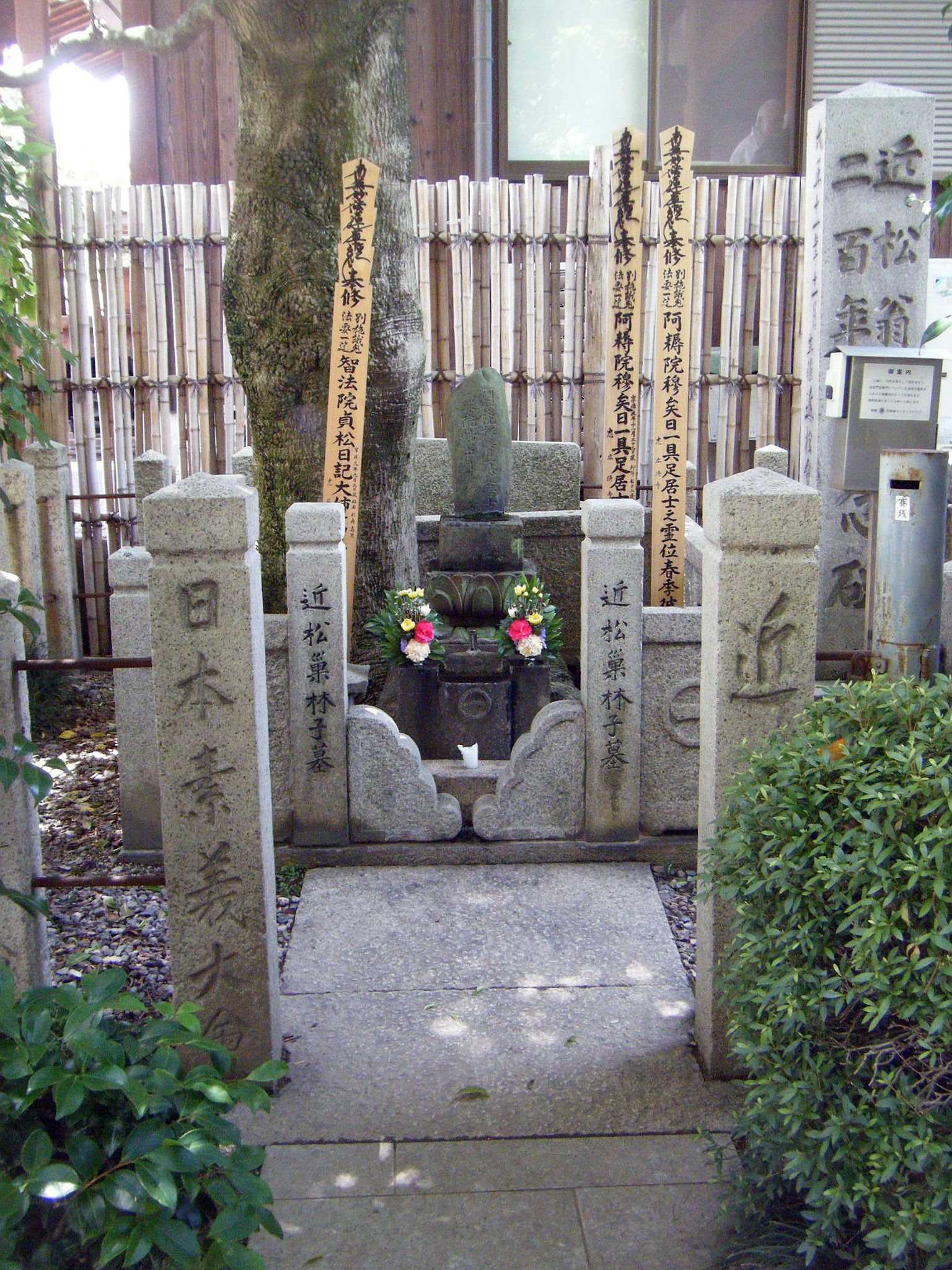
近松門左衛門墓（国の史跡）

広済寺（こうさいじ）は、兵庫県尼崎市にある日蓮宗の寺院。山号は久々知山。かつては久々知妙見の神宮寺であり、近松門左衛門ゆかりの寺院としても知られている。旧本山は京都本満寺（六条門流）、莚師法縁（隆源会）。

## 歴史

### 創建と再興
創建には諸説あるが、『小田村勢』では『摂津名所図会』を引用して、957年（天徳元年）に多田満仲が勧請し禅宗の寺院として創建された後、1714年（正徳4年）に日昌が再興し日蓮宗に改宗したと記されている。
再興には、尼崎城主・松平家の協力を得て、満仲勧請の妙見宮を祀った。

### 日昌と近松
日昌は大阪にあった船問屋・尼崎屋吉右衛門の二男で、出家の後偶然妙見菩薩のお告げを受け、満仲ゆかりの同地を精舎建立の地に決めたという。この時建立に尽力したのが近松門左衛門であった。
日蓮宗の信者であった近松は、日昌の生家「尼崎屋」の支援者だったこともあり、建立本願人として貢献している。近松作品の出版元であった大阪の正本屋九右衛門や歌舞伎役者・三代目嵐三右衛門ほか役者や商人がこぞって寄進し、妙見宮本殿や本堂などが建立された。
近松は自ら寄進したこの寺をこよなく愛し、寺では本堂裏に彼の仕事部屋を造った。のちに近松屋敷と呼ばれたこの部屋に晩年の約10年、10里の道程を厭わず訪れ、『大経師昔暦』『女殺油地獄』などの名作を次々に生み出した。

### 近松以後
近松亡き後も、この部屋では彼をしのび、大阪の役者たちの手で浄瑠璃が上演された。また、参詣に訪れる役者が絶え間なかったという。
だが、明治の廃仏毀釈により、貧窮から境内は再興時の4分の1に減り、本尊の日蓮像も売却されるなど急速に疲弊していった。本堂が傾き、幽霊屋敷と噂されるほどの荒廃ぶりに、入山の下見に訪れるも驚いて逃げ帰る僧がいたとされる。
その後、本堂は庫裏や書院と共に1987年（昭和62年）に新築された。1995年（平成7年）の阪神・淡路大震災では本堂にヒビが入り、山門や妙見堂が傾き、近松の墓碑が倒壊するなどの被害を受けたものの、1999年（平成11年）6月20日の妙見堂落慶法要をもって境内の復興を遂げている。
「近松の里（道路修景整備）」で、平成6年度手づくり郷土賞（ふるさとを紹介する道部門）受賞。

## 境内

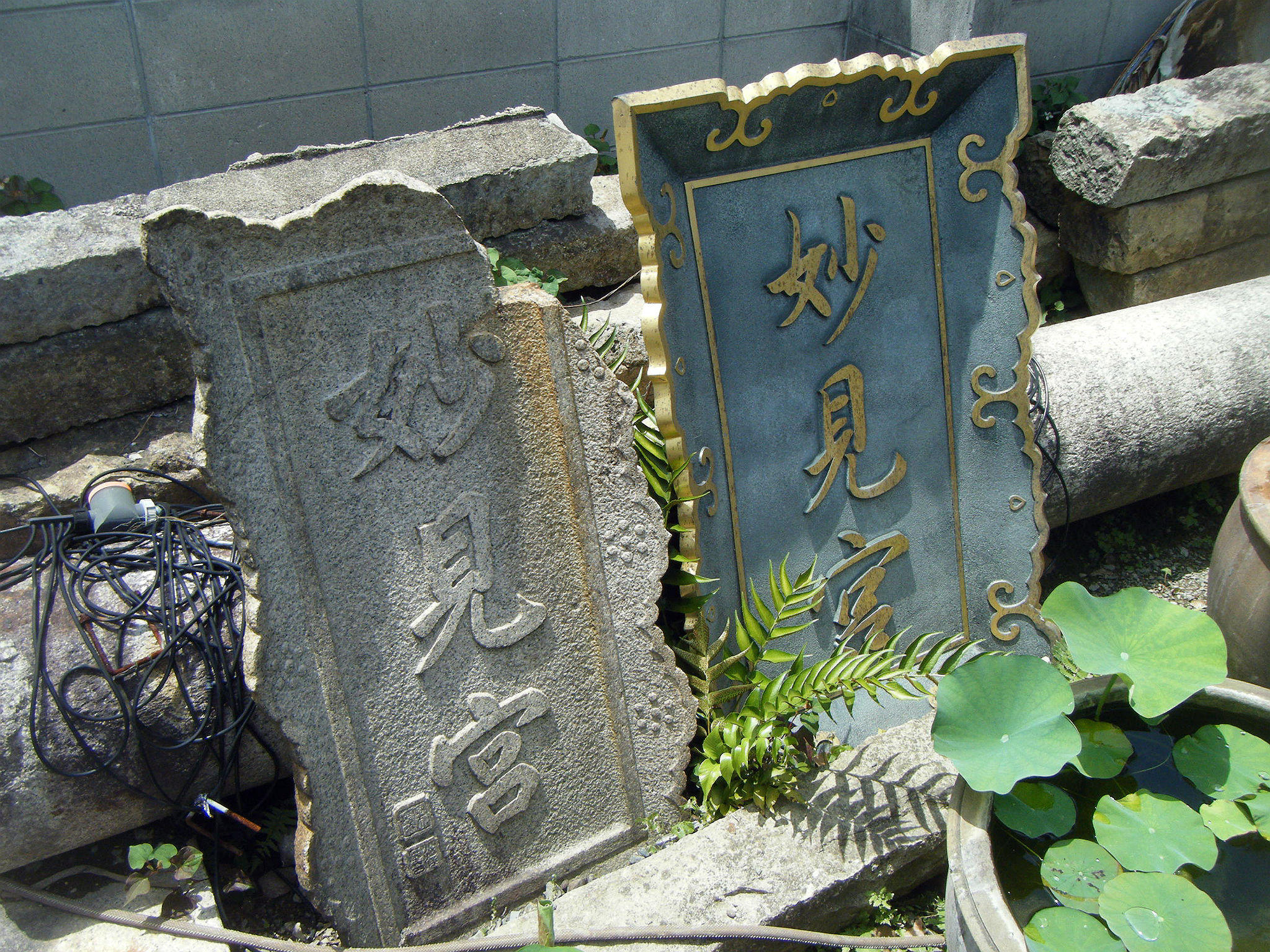
「妙見宮」扁額
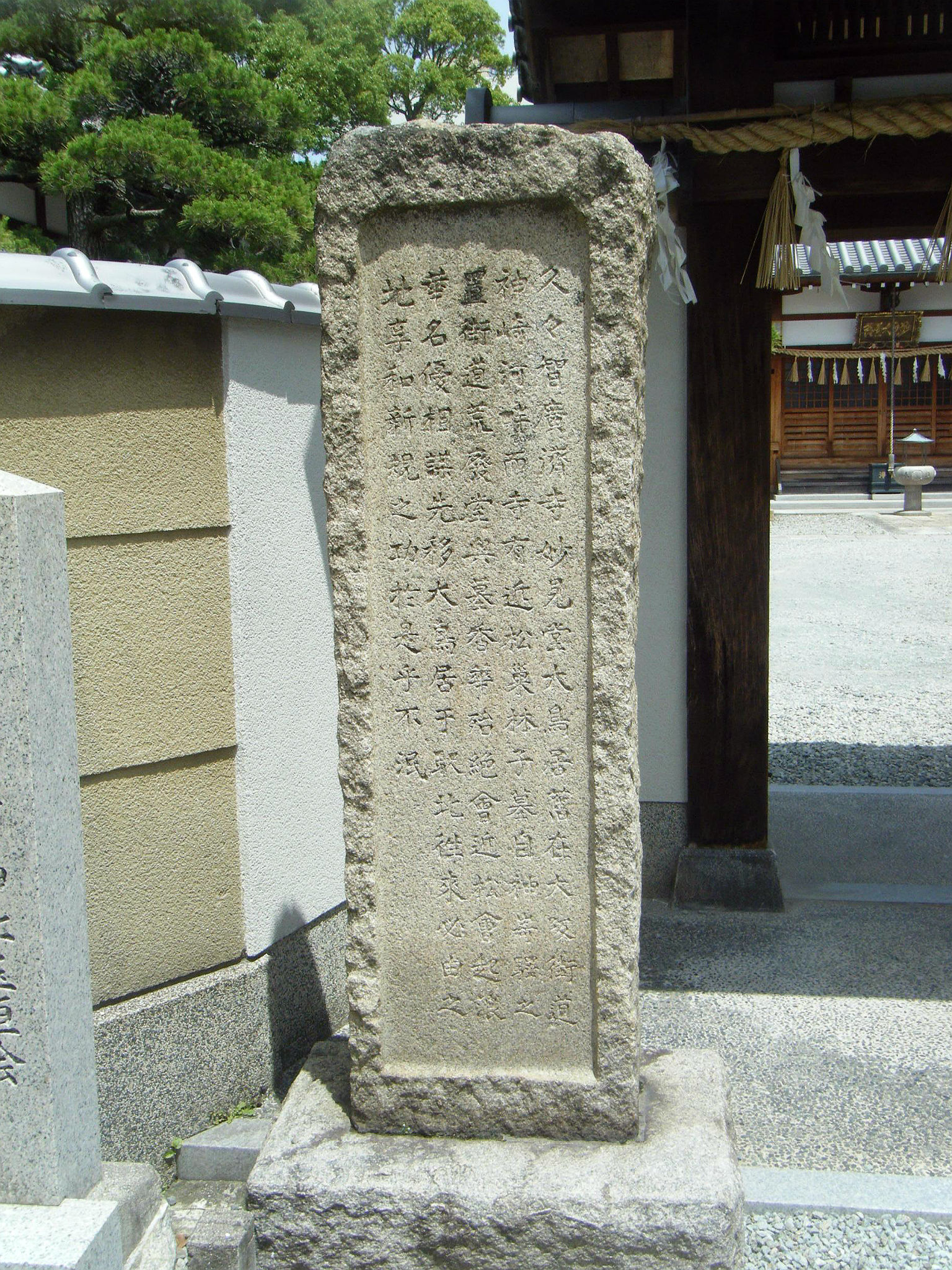
横門前に建つ石碑

「妙見宮」扁額等の石材が本堂西側の横門脇に置かれている。なお前述の震災では妙見宮の鳥居も崩落しており、跡地には瓦葺きの横門が再建された。横門前には「妙見堂大鳥居」や近松の墓碑等について刻銘された石碑が建っている。
本堂
山門を入って正面南向きに建つ。本尊は一塔両尊四師。日蓮の大曼荼羅本尊を木造化したもの。本堂裏には明治末まで、前述の「近松部屋」と呼ばれた建物があった。

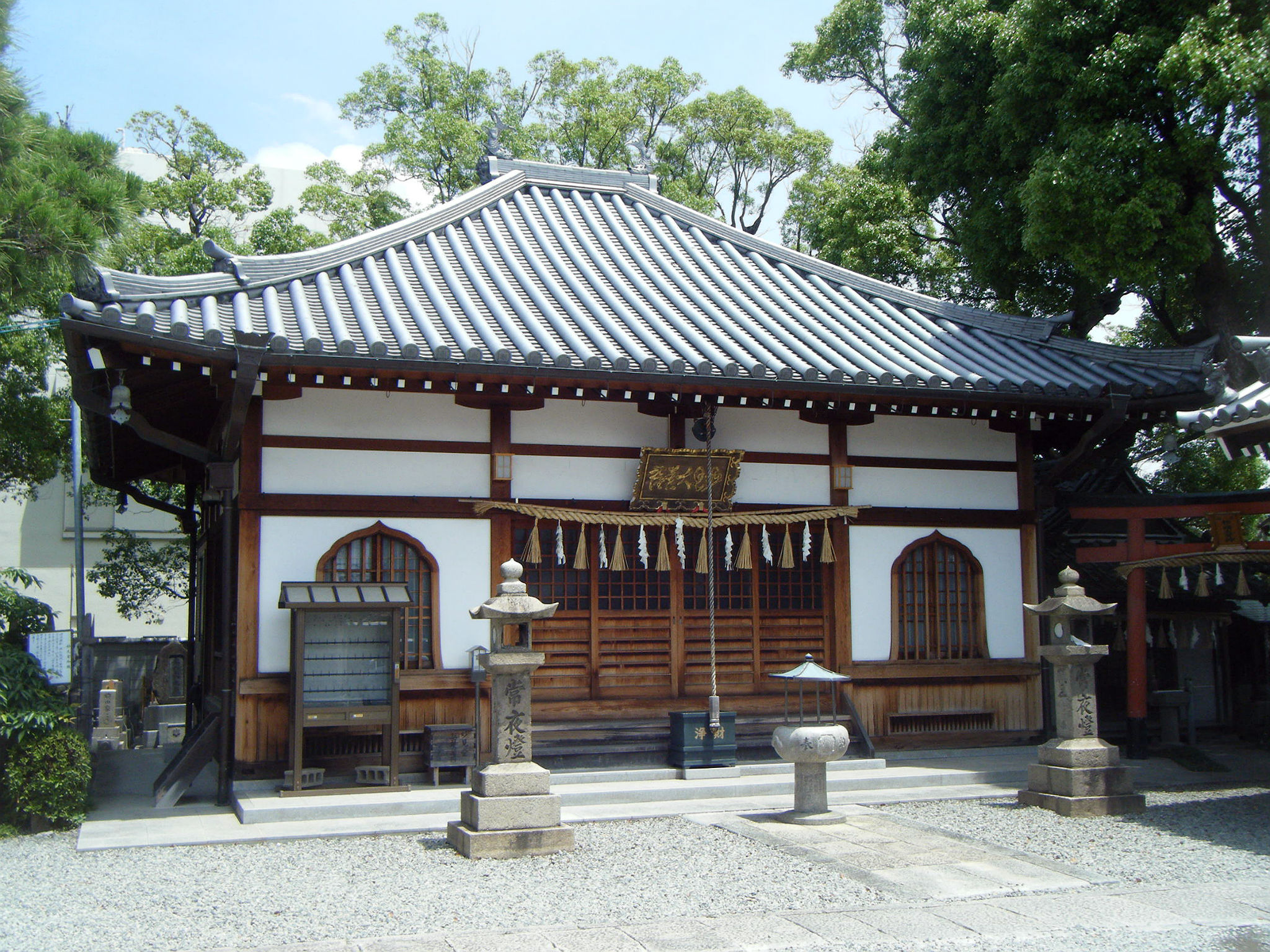
妙見堂（開山堂）
本堂南東側に建つ。元来は日昌を祀る開山堂であったが、廃仏毀釈により旧妙見宮にあった北辰妙見大菩薩、牛頭天王、諏訪大明神の神体が移され、日昌尊像とともに安置されている。

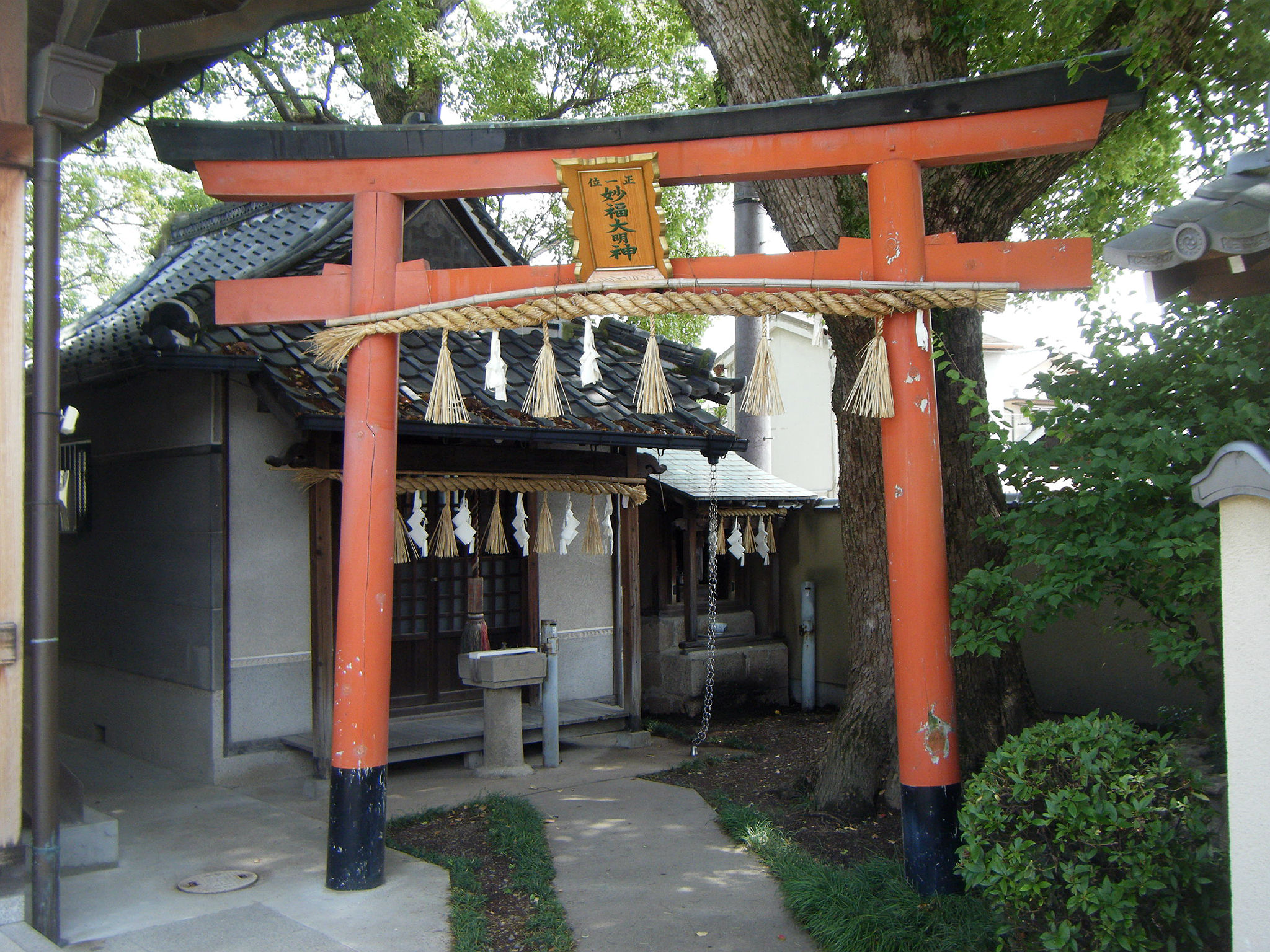
妙福稲荷
山門東側、妙見堂に隣接する妙福堂と朱塗りの鳥居。
近松門左衛門墓
国の史跡（1966年（昭和41年）9月2日指定）。本堂東側墓地に建つ。高さ約48cm、緑泥片岩の自然石墓碑。表には、近松と妻の戒名が並んで刻まれている。
- 「妙見宮」扁額
- 横門前に建つ石碑

## 周辺

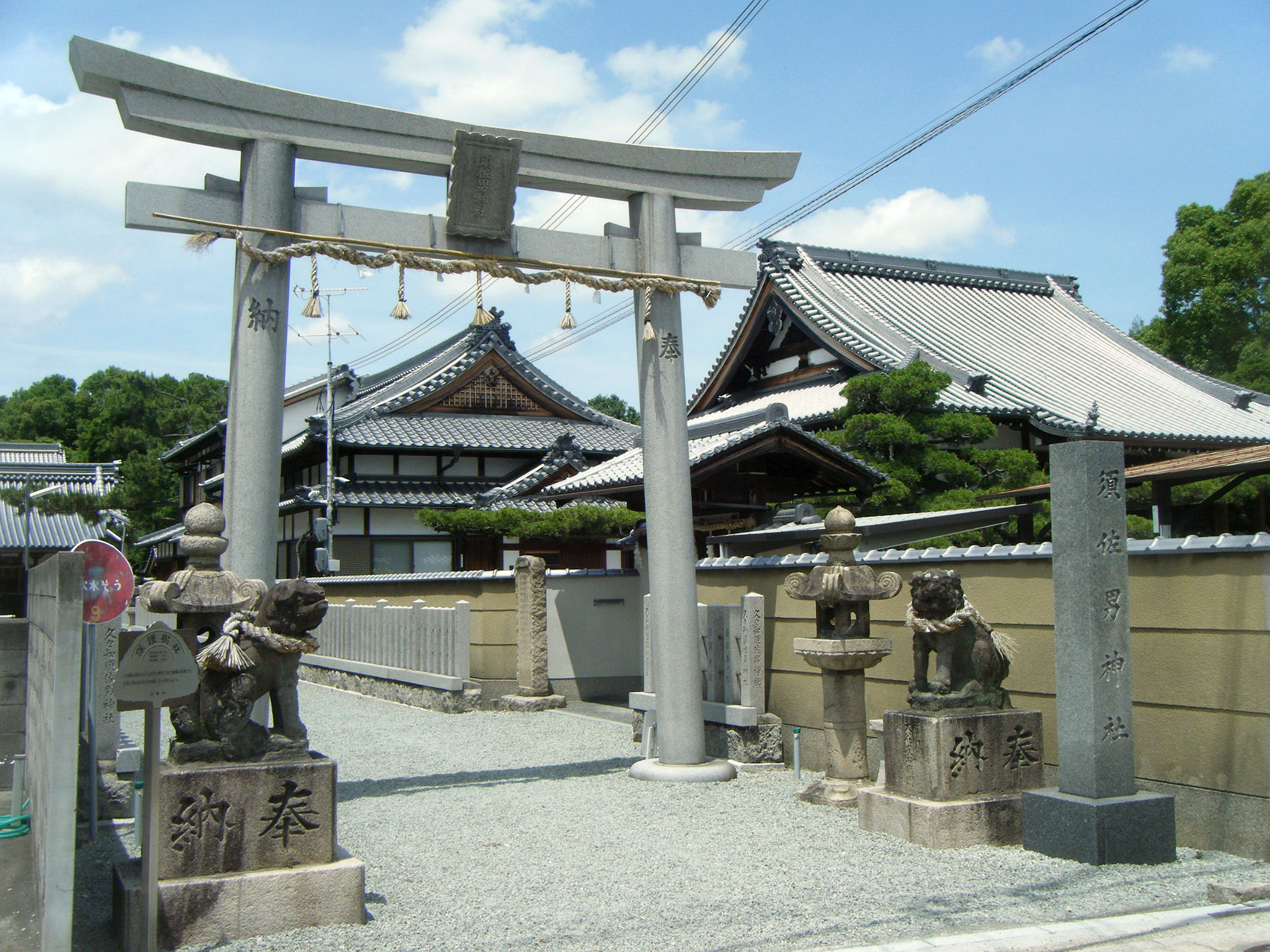
須佐男神社・鳥居

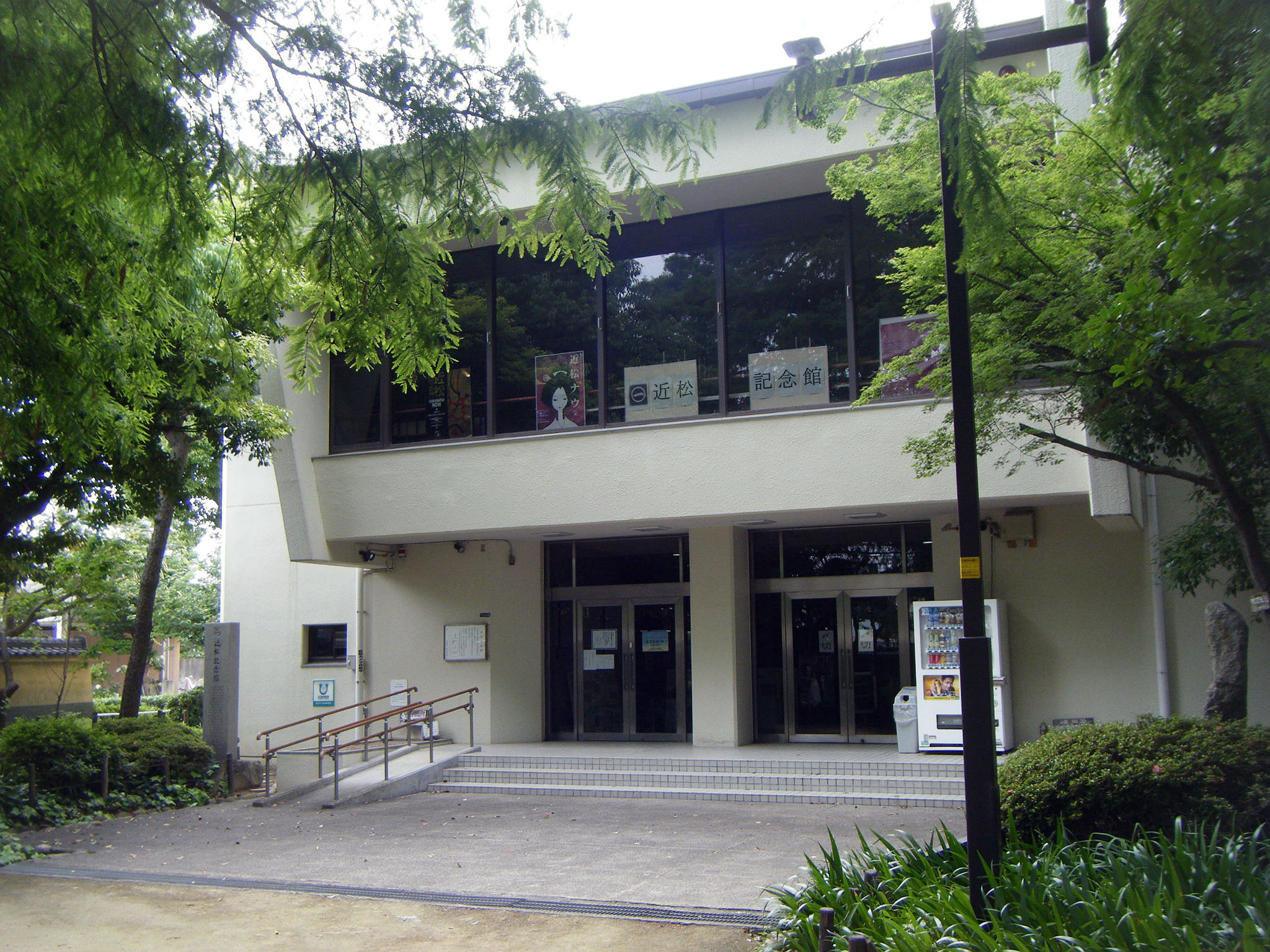
近松記念館

境内西隣のかつて妙見宮があった場所には、須佐男命を祀る須佐男神社が鎮座している。また東隣には1975年（昭和50年）11月22日、財団法人近松記念館が開設し、近松ゆかりの資料約100点が展示されている。さらにその周辺には近松公園が2haに渡り整備されている。
- 須佐男神社
- 近松公園
- 近松記念館

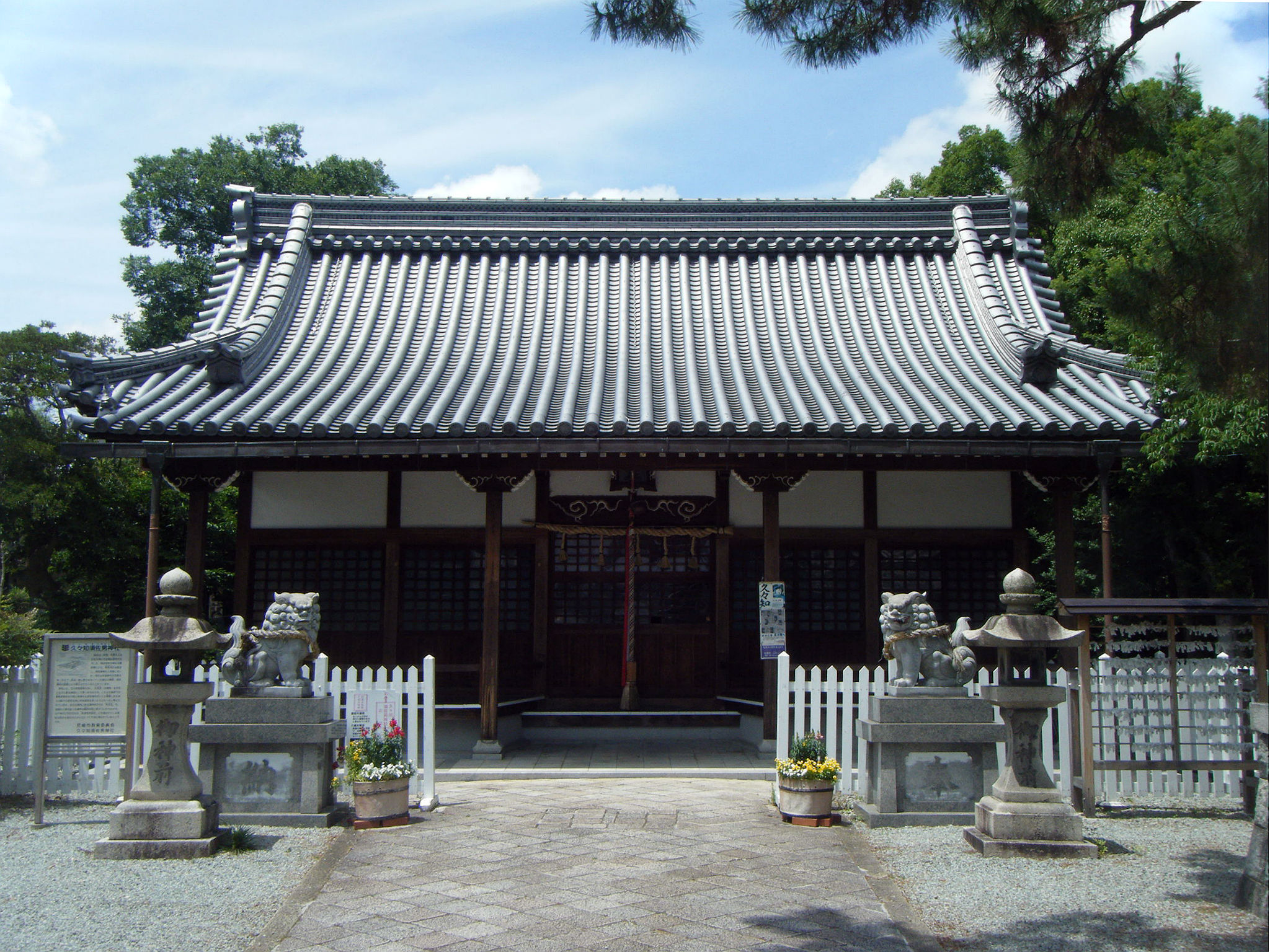
須佐男神社・社殿
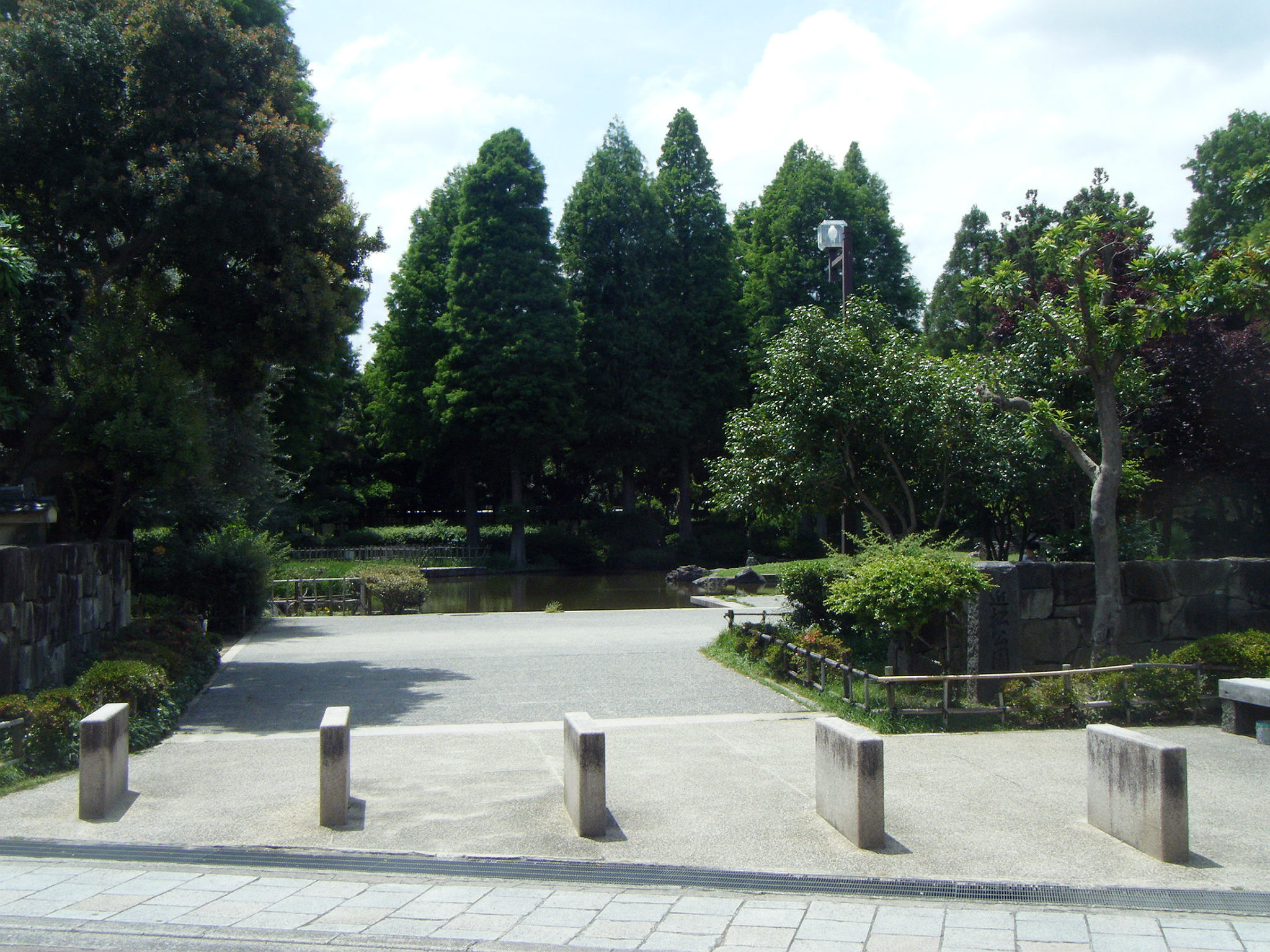
近松公園

## 近松祭
近松の命日・11月22日前後の休日に開催されている。同祭では本堂にて追善法要、近松墓前にて読経が行われ、浄瑠璃人形による焼香等がなされるほか、境内では野点が行われる。また隣接する近松記念館では、人形浄瑠璃や落語等の奉納芸能がホールにて開催されている。

## 交通アクセス

### 鉄道
- JR宝塚線 塚口駅下車　南東へ徒歩約15分

### バス
- 阪神バス（尼崎市内線）「近松公園前」バス停下車　西へ約200m　※JR尼崎駅北口他より運行